# Polycentropus pixi
Polycentropus pixi là một loài Trichoptera trong họ Polycentropodidae. Chúng phân bố ở miền Tân bắc.